# Velho sábio

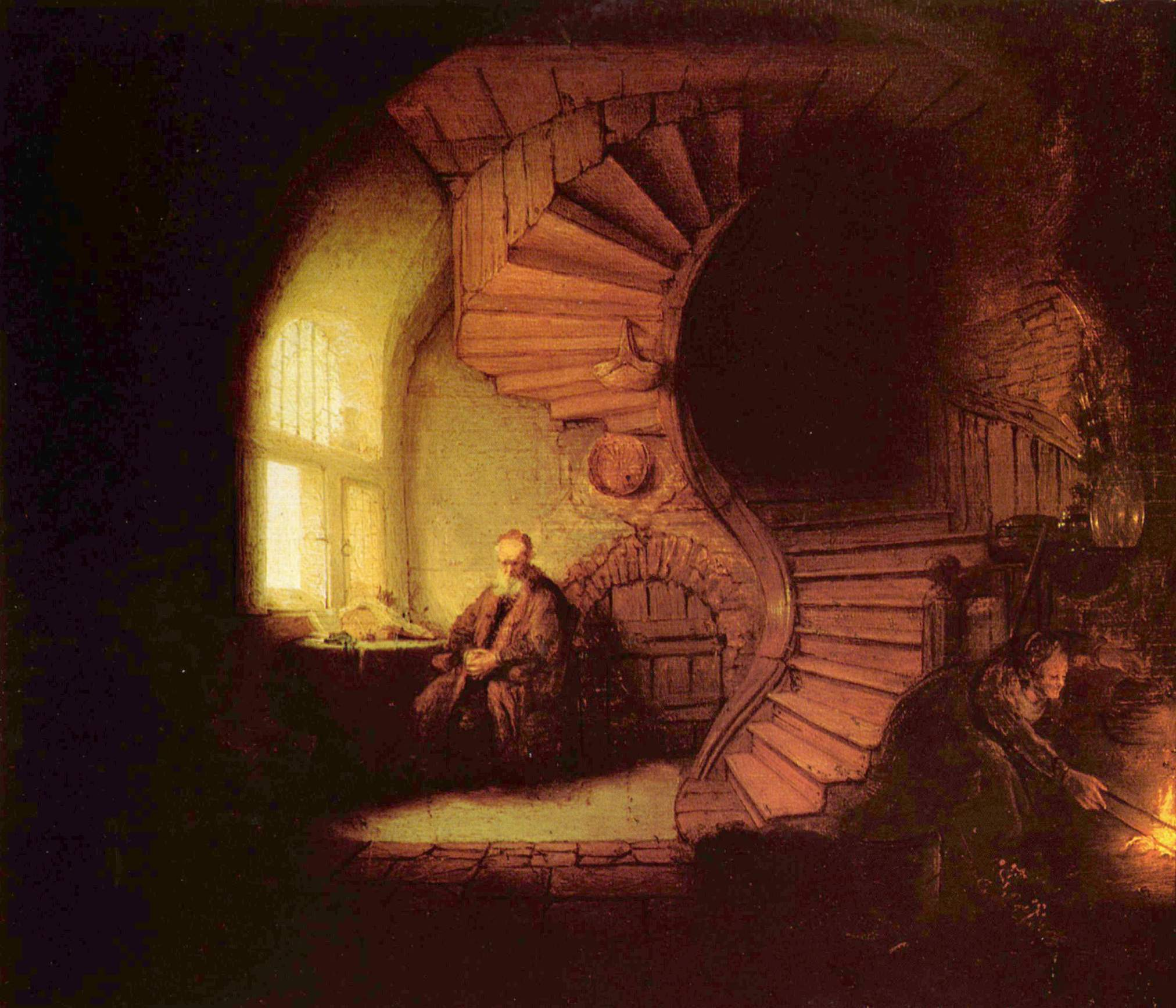
Um velho sábio: "o filósofo em meditação" por Rembrandt

O velho sábio (também chamado de senex, sábio ou sophos) é um arquétipo, como descrito por Carl Jung, bem como uma figura clássica literária, e pode ser visto como um personagem modelo. O velho sábio pode ser um profundo filósofo distinto pela sua sabedoria e julgamento.

## Traços
Este tipo de personagem é normalmente representado como sábio e bondoso, um tipo de figura paterna que usa o conhecimento pessoal das pessoas e o mundo para ajudar a contar histórias e oferecer orientação que, em uma forma mística, pode impressionar seu público, um sentido de quem são e o que eles podem tornar-se, assim, agindo como um mentor. Ele pode aparecer ocasionalmente como um professor alheio, parecendo distraído devido a uma predileção por buscas contemplativas.
O velho sábio é muitas vezes visto de alguma forma "externa", isto é, de uma cultura diferente, de uma nação, ou, ocasionalmente, até mesmo de um tempo diferente, daqueles a quem ele aconselha. Em casos extremos, ele pode ser um ser entre as dimensões, como Merlin, que era apenas metade humano.
Nos romances cavaleirescos da era medieval e moderna literatura de fantasia, ele é muitas vezes apresentado como um mágico. Ele também pode ou, em vez disso, ser caracterizado como um eremita. Este tipo de personagem, muitas vezes explicado para os cavaleiros e os heróis—principalmente aqueles que buscam o Santo Graal—o significado de seus encontros.
Na narrativa, o personagem do velho sábio é comumente morto, ou de alguma outra forma removido por um tempo, a fim de permitir que o herói se desenvolva.
Na mitologia iorubá cultivada pelas tradições do candomblé brasileiro, a figura do velho sábio é representada por Oxalá, que nas narrativas surge sempre como um ancião depositário de sabedoria e conhecedor de segredos relacionados à origem do mundo. Oxalá frequentemente também é a figura que aparta conflitos entre outros orixás, com sua presença impositiva e respeitável.

## Na psicologia Junguiana
Na psicologia analítica junguiana, o senex é o termo específico usado em associação com este arquétipo. Na Roma Antiga, o título do Senex (latim para homem velho) só foi concedido aos homens idosos com famílias que tinham uma boa situação na sua aldeia. Exemplos do arquétipo senex de uma forma positiva incluem o velho sábio ou mágico. O senex também pode aparecer em uma forma negativa como uma devoração do Pai (e.g. Urano, Cronos) ou um velho tolo.
No processo de individuação, o arquétipo do velho sábio estava atrasado para surgir, e visto como uma indicação do Eu. "Se um indivíduo tem de lutar a sério e o bastante, com o problema anima (ou animus)...o inconsciente novamente muda seu caráter dominante e aparece em uma nova forma simbólica...como um iniciador masculino e encarregados de educação (a um guru indiano), um velho sábio, um espírito da natureza, e assim por diante'.
Arquétipos antitéticos ou enantiodrômicos opostos do senex é o Puer Aeternus.